# Kadaver
Der Begriff Kadaver bedeutet wörtlich übersetzt cadaver gefallener Körper, vom lateinischen cadere fallen, stürzen.
- In der Zoologie bezeichnet Kadaver (lateinisch cadaver) tote Tierkörper und ist ein Synonym für Aas. Aus Sicht der Lebensmittelwirtschaft dominiert die Genussuntauglichkeit des Fleisches.[2]
- In der medizinischen Forschung wird der Begriff auch für menschliche Leichen genutzt, die für anatomische und biomechanische Studien verwendet werden, u. a. in der Zusammensetzung „Kadaverstudie“ oder „Kadaverexperiment“.[3][4] Für die medizinische Ausbildung werden inzwischen auch „synthetische Kadaver“ produziert.[5]